# 淺野倫
淺野倫（日语：／ Asano Rin，2月23日—），本名淺野倫子，日本女性漫畫家，出生於京都府京都市中京區。

## 作品
- 無敵怪丫頭、舊名《魔力娃娃》、全4冊、原名（1995年～1997年）
- 靈獸使者、全1冊、原名（1997年）
- 寶貝神獸、全7冊、原名（1997年～2001年）
- 吸血鬼大逆襲、全1冊、原名（2000年）
- 天外大冒險、全7冊、原名（2002年～2007年）
- 《聖樹傳說》系列
  1. 聖樹傳說 ~ 冒險的源起、5冊待續、原名（1999年～2002年）
  2. 聖樹傳說、全7冊、原名（2003年～2011年）
- 京洛除魔記、全5冊、原名（2008年～2013年）
- 相合之物、19冊待續、原名（2016年～連載中）

## 師匠
- 堤抄子

## 外部連結
- （日語）http://www8.plala.or.jp/rin-a/ （页面存档备份，存于）
- （日語）[永久]